# Kapizm

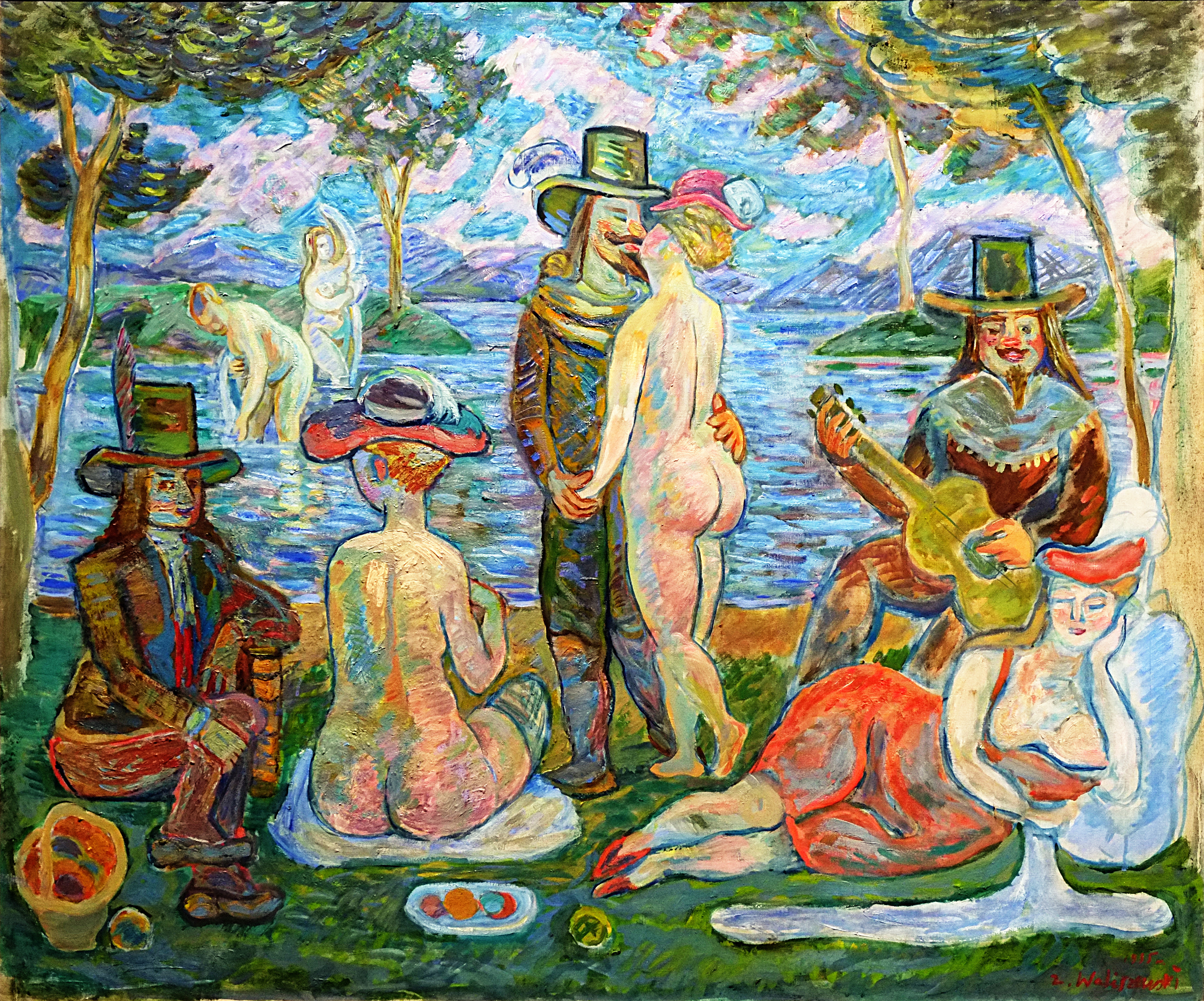
Zygmunt Waliszewski – Wyspa miłości, 1935

Kapizm (koloryzm) – kierunek malarstwa, który wykształcił się i zdominował polską sztukę w drugiej dekadzie dwudziestolecia międzywojennego. Nazwa utworzona od skrótu K.P. oznaczającego (pierwotnie żartobliwie) Komitet Paryski, będący stowarzyszeniem pomocy dla studentów wyjeżdżających na studia malarskie do Francji, zawiązanym w 1923 roku pod patronatem Józefa Pankiewicza na krakowskiej ASP.

## Geneza
Zalążkiem tego ugrupowania polskich kolorystów była grupa studentów krakowskiej ASP (głównie z pracowni Józefa Pankiewicza), którzy zorganizowali „Komitet Paryski” w celu zbierania środków na wyjazd studyjny do Francji. Kilkumiesięczny pobyt zagraniczny po wyjeździe w 1924 roku rozciągnął się na okres wieloletni. W tym czasie w Paryżu oficjalnie powstała filia krakowskiej uczelni, nad którą opiekę w 1925 objął J. Pankiewicz, dzięki swym wcześniejszym znajomościom (m.in. przyjaźni z P. Bonnardem) zapewniający uczniom czynny kontakt z miejscowym środowiskiem artystycznym. Młodzi malarze zakończyli tam studia i uzyskali dyplomy; większość z nich w latach 1930–1931 powróciła do kraju, zajmując się popularyzacją swego malarstwa na gruncie rodzimym. W swej dalszej działalności objęci zostali wpływowym patronatem oraz mecenatem, częściowo też ze strony arystokracji i ziemiaństwa. M.in. miejscem oparcia dla artystów stały się dwory Mycielskich w Wiśniowej, Mańkowskich w Rudkach oraz Potockich w Krzeszowicach.

## Cechy malarstwa

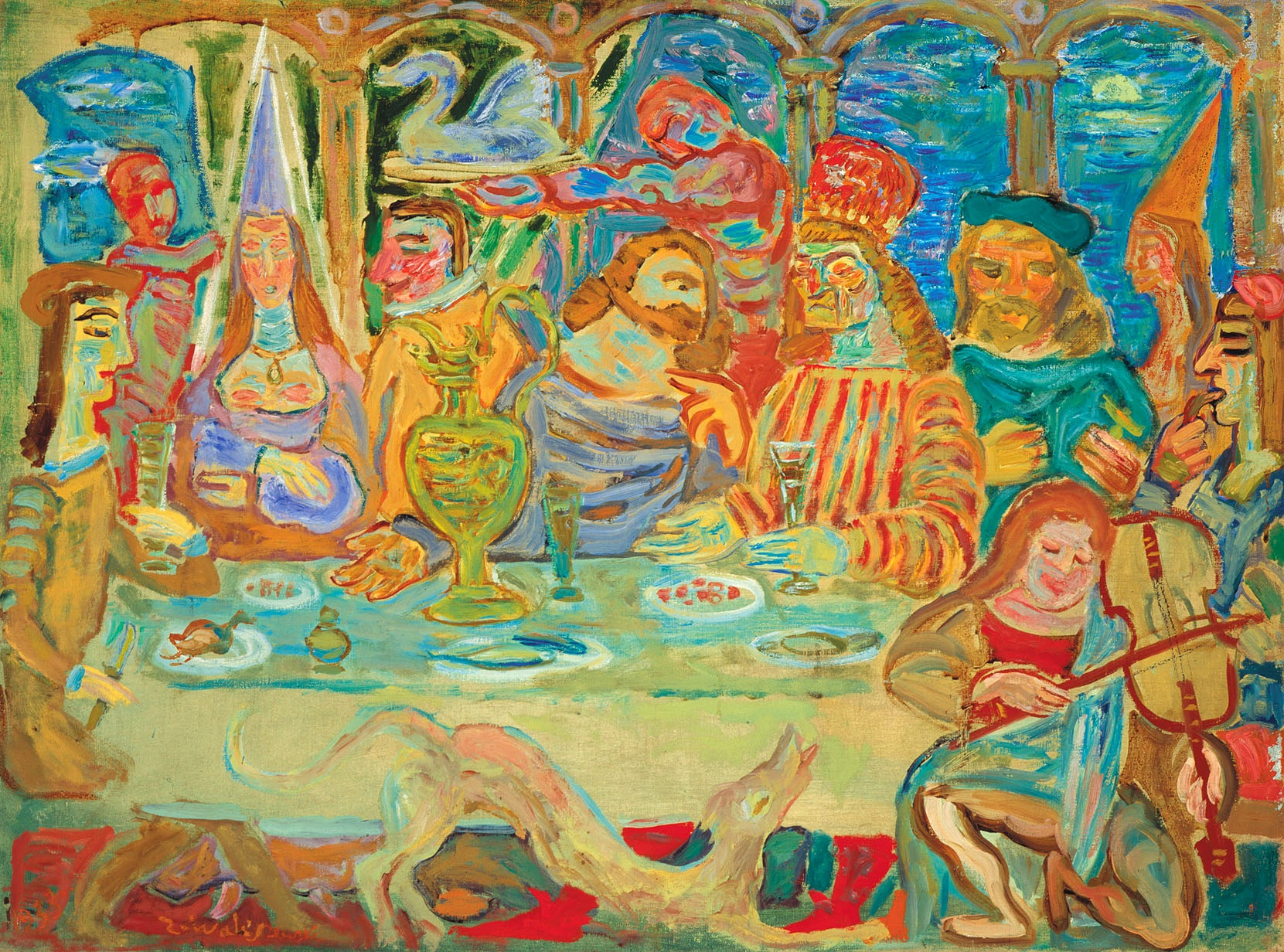
Zygmunt Waliszewski – Uczta renesansowa, 1933

Podstawowe założenia koloryzmu zostały ukształtowane pod wpływem francuskich postimpresjonistów (głównie Cézanne’a i Bonnarda), czemu towarzyszyły inspiracje barokowym malarstwem weneckim. Artyści wykształcili sposób malowania na gruncie koncepcji malarskiej wraz z operowaniem zarówno kolorem, który tworzył kompozycję, przestrzeń i światło, jak i fakturą. Akcentowanie go w kompozycji osłabiało znaczenie formy, gdyż według własnego sformułowania kapiści „kształtowali formę kolorem”; był on ważniejszy od konstrukcji, miał też decydować o nastroju całego przedstawienia. W tym celu posługiwali się wielobarwną fakturą, odtwarzając rzeczywistość jako zagęszczoną materię rozedrganych plam barwnych. Zasadniczo unikali czerni, za to z upodobaniem operowali barwami ciepłymi (czerwień, żółć, oranż), zaznaczając cienie chłodnymi (zieleń, błękit). Stosowali jasne kolory, rozjaśnione bielą, często nakładane drobnymi plamkami, lecz w efekcie tworzące jednolitą materię malarską. Wprowadzając w nią kontrast, osiągali „dźwięczność koloru” i uprawiali „gry barwne”, które Józef Czapski wyjaśniał tak: „Płaszczyzna gładka w zestawieniu z jaśniejszą plamą ciemnieje, przy ciemnej jaśnieje, płaszczyzna szara w zestawieniu z czerwoną zielenieje itp. Na tym polega gra barwna”.
Skupiając się na kwestiach czysto malarskich, w zakresie tematyki kapiści odrzucali treści literackie i historyczno-anegdotyczne z jakąkolwiek symboliką czy odwołaniami do literatury. Negując wartość malarstwa historycznego i symbolicznego wykorzystującego artystyczną iluzję, nie zajmowali się przekazem w swych obrazach, które pozbawione aluzji i dwuznaczności, miały być bezpośrednie i czytelne. Dlatego sięgali do tematyki niezwykle prostej, jaką stanowiły pejzaże (często niezbyt malownicze), martwe natury (często bukiety kwiatów), portrety (częściej kobiece) oraz sceny figuralne we wnętrzach. Konkludując powyższe, Jan Cybis stwierdzał w artystycznym credo, iż obraz ma być jedynie kreacją plastyczną, realizacją malarskiego piękna, bez uwzględniania treści ideowej, myślowej, gdyż chodzi tylko o „kwalitet”, a nie poszukiwanie treści.

## Ugrupowanie

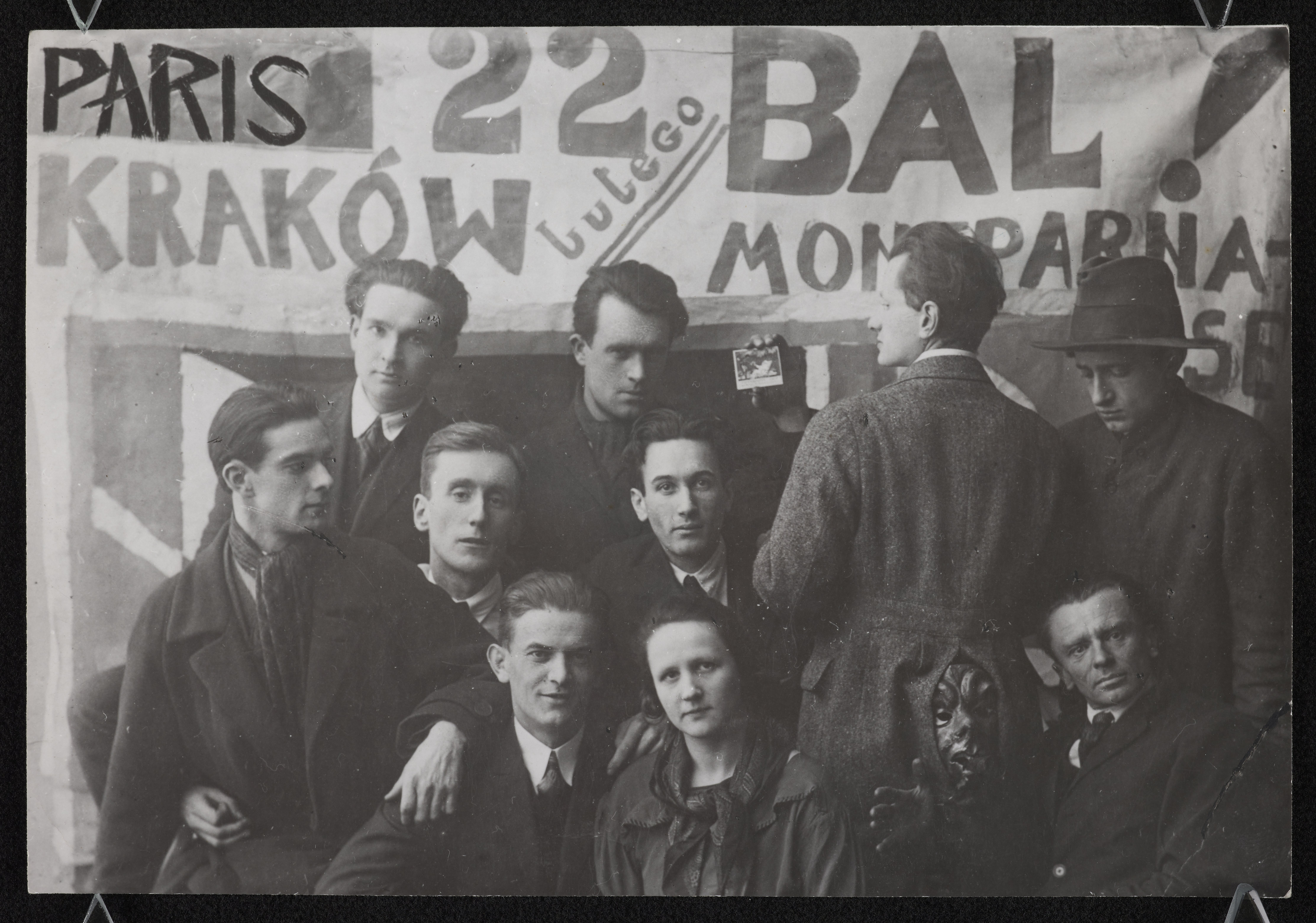
Członkowie grupy KP w 1925 r.; widoczni m.in. Hanna Rudzka i Jan Cybis, Józef Czapski, Artur Nacht, Zygmunt Waliszewski, Piotr Potworowski, Józef Jarema

Do Paryża we wrześniu 1924 wyjechali: Jan Cybis, Józef Czapski, Seweryn Boraczok, Artur Nacht-Samborski, Tadeusz Piotr Potworowski, Hanna Rudzka-Cybisowa, Janina Przecławska, Janusz Strzałecki, Marian Szczyrbuła, Zygmunt Waliszewski. Dołączyli do nich: rzeźbiarz Jacek Puget, Dorota Seydenmannowa i Stanisław Szczepański, później też Jerzy Wolff, Józef Krzyżański, Eugeniusz Geppert, Czesław Rzepiński.
Pierwsza ekspozycja ich prac odbyła się w roku 1930 w paryskiej Galerie Zak, w następnym wystawiali swe obrazy w Genewie (Galerie Moos). W tym samym roku zorganizowali wystawę w Warszawie. Ostatnia oficjalna prezentacja dorobku twórczego miała miejsce w 1934 w warszawskim Instytucie Propagandy Sztuki. Swe artystyczne założenia i poglądy przedstawiali na łamach czasopisma „Głos Plastyków”, gdzie m.in. stwierdzali:

Dzieło sztuki istnieje samo w sobie. Malując z natury chcemy stworzyć płótno, by odpowiadało naszemu przeżyciu malarskiemu wobec natury, więc nie żeby było dokumentem podobieństwa, ale żeby dało grę stosunków i działań plastycznych, na których koncepcję nas ta natura naprowadza. Płótno powinno być rozstrzygnięte po malarsku.

Prowadzili też działalność publicystyczną (Czapski, Cybis, Jarema, Szczepański, Potworowski), wyrażającą się w żartobliwej opinii, że „co drugi kapista pisze, a co trzeci maluje”; podejmowali nawet eksperymenty teatralne (Jarema).

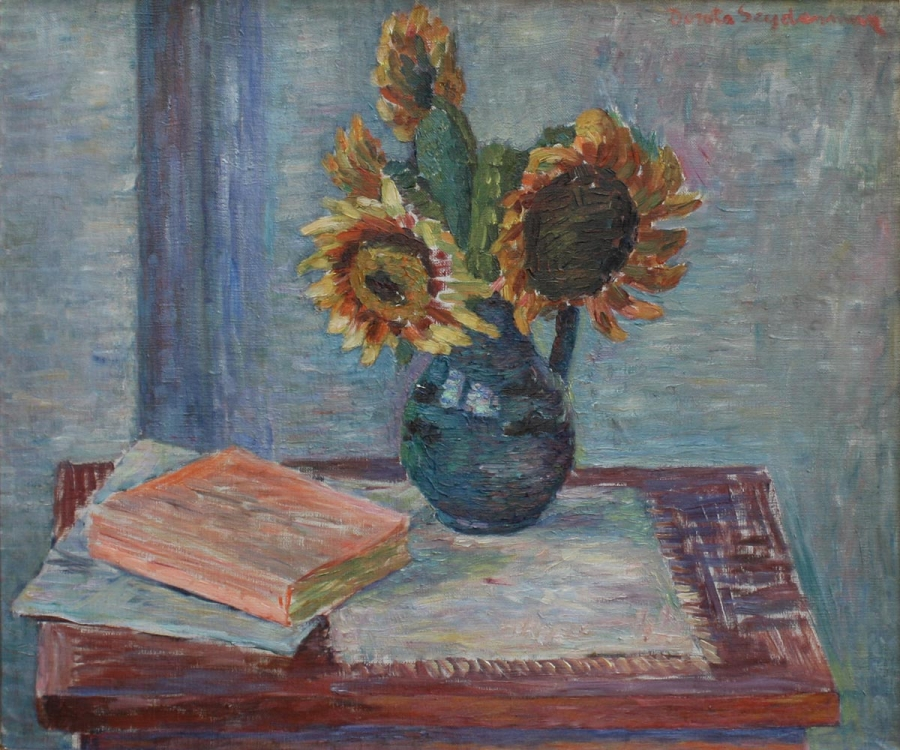
Dorota Seydenmann – Słoneczniki, przed 1939

Do najważniejszych przedstawicieli tego kierunku należą:
- Jan Cybis
- Józef Czapski
- Eugeniusz Geppert
- Józef Jarema
- Józef Krzyżański
- Artur Nacht-Samborski
- Piotr Potworowski
- Hanna Rudzka-Cybisowa
- Dorota Seydenmann
- Zygmunt Waliszewski

Z kapizmem okresowo związani byli także członkowie powstałej później krakowskiej grupy Zwornik o orientacji kolorystycznej, tacy jak Zbigniew Pronaszko, Jerzy Fedkowicz, Jerzy Wolff czy Henryk Gotlib.

## Wkład i znaczenie
Do polskiej kultury plastycznej kapiści wnieśli silne wpływy francuskiego postimpresjonizmu, mimo iż ówczesna awangarda zajęła stanowisko krytyczne wobec ich twórczości. Przy biernym, nazbyt powierzchownym stosunku do natury zarzucano im kształtowanie nowego akademizmu. Niektórzy z twórców (Waliszewski, Czapski, Potworowski czy Wolff) z biegiem czasu wykształcili styl indywidualny, odstający od programowych założeń grupy. Najsilniejszą osobowością i głównym ideologiem polskiego koloryzmu był Jan Cybis, żartobliwie zwany Janem Kapistą, którego cechowało malarstwo o silnej fakturze, dającej efekt wielobarwnego reliefu. Po II wojnie światowej kapiści zajęli stanowiska wykładowców na uczelniach artystycznych. W malarstwie polskim przyczynili się do ugruntowania wysokiej kultury plastycznej, dzięki nim nastąpiła też w artyzmie dominacja koloru, rzutująca na inne kierunki (formizm, futuryzm, prymitywizm). Wywarli również istotny wpływ na odejście od tak mocno ugruntowanego w Polsce malarstwa historycznego i symbolicznego.

### Literatura dodatkowa
- Magdalena Czapska-Michalik: Kapiści. Warszawa: Edipresse Polska S.A., 2007, ISBN 83-7477-217-4
- Stanisław Stopczyk: Koloryzm. Warszawa: Krajowa Agencja Wydawnicza, seria ABC Malarstwo Polskie, 1987
- B. Wojciechowska: „K.P.” (Komitet Paryski). W: Aleksander Wojciechowski (red.): Polskie życie artystyczne 1915-1945. Wrocław-Warszawa-Kraków: Ossolineum, 1974
- Leksykon malarstwa. Warszawa: Muza SA, 1992, ISBN 83-7079-076-3.